# 코리아세일페스타
코리아세일페스타(KOREA Sale FESTA)는 대한민국의 쇼핑 할인 행사이다. 2015년 코리아 블랙프라이데이(Korea Black Friday)라는 이름으로 시작되어, 2016년부터 코리아세일페스타로 이름을 바꿨다.
미국의 블랙프라이데이를 벤치마킹한 한국판 블랙프라이데이는 2015년 본격적으로 기획됐다. 정부가 메르스로 침체된 소비 심리를 살리기 위해 지난해까지 외국인 관광객만을 대상으로 했던 ‘코리아 그랜드 세일’의 대상을 내국인까지 확대했다. 미국의 블랙프라이데이와 차이점이 있다면, 미국의 경우에는 제조사가 주도하여 할인폭이 매우 큰 반면, 한국은 유통업계가 주도하는 방식으로 할인 폭에 대한 한계가 있다.
2025 코리아세일페스타는 11월 6일부터 11월 30일까지 약 25일동안 진행된다.

## 비판점

### 미국과는 다른 한국의 상황
미국의 블랙 프라이데이는 추수감사절 다음날부터 시작되기 때문에, 한국도 추석이후인 10월 1일부터 블랙프라이데이를 시작했다. 그러나 추수감사절과 추석을 일대일로 비교하기엔 한국과 미국의 상황이 다르다는 지적도 있다. 미국 블랙프라이데이의 경우 거의 일 년의 마지막 한 달 동안 진행되지만 한국은 10월 1일을 시작으로 12월까지 석 달이 남는다. 때문에 미국처럼 한 해를 마무리하며 재고를 처리한다는 개념이 아니다. 또한 미국 소비자의 경우 크리스마스 앞두고 가장 선물을 많이 하는 소비성향이 있지만, 한국의 경우 추석 전에 선물을 주고받을 뿐 직후에는 특별히 그럴 계기가 없다는 지적이다.

## 추세패라고 해도 좋을것 같다.
- 블랙 프라이데이
- 사이버 먼데이
- 광군제